# Restu
Restu – wieś w Estonii, prowincji Valga, w gminie Otepää.